# شبکه عصبی

نمای ساده شده‌ای از یک شبکه عصبی مصنوعی پیشخور

شبکه عصبی یا شبکه عصبی مصنوعی به مجموعه‌ای از یاخته‌ها (سلول‌های عصبی، نورون) می‌گویند که در یک معماری ویژه‌ای برای حل مسئله‌ای خاص به هم متصل شده‌اند و هر کدام محاسبات ساده‌ای به انجام می‌رسانند. فرایندی که درون شبکهٔ عصبی مصنوعی دنبال می‌شود به این صورت است که نورون‌ها با توجه به اتصال‌هایی که با دیگر نورون‌ها دارند، داده‌هایی را دریافت می‌کنند و به دیگر نورون‌های متصل به خود می‌دهند. همچنین اتصال‌های موجود میان نورون‌ها متغیر می‌باشند و این نوید قابلیت یادگیری در آن شبکه را به ما می‌دهد. هدف کلی شبکه‌های عصبی مصنوعی، انجام مسائل دسته‌بندی و رگرسیون می‌باشد. اما ممکن است در این بین با شبکه‌های عصبی مصنوعی مواجه شوید که وظیفهٔ راندن خودرو، تحلیل گفتار یا نوشتن موسیقی کلاسیک را بر عهده گرفته‌اند.
این ساختارهای پردازشی از کنار گذاشتن چند ساختار کوچک پردازشی (یاخته‌ها) پدید می‌آیند. هنگامی که از «شبکه» می‌گوییم، این برداشت را می‌سازیم که همهٔ تکه‌های آن به هم راه دارند. ولی در شبکه‌های عصبی اینگونه نیست، و همواره یک روند «آغاز-به-پایان» دارد و گاهی هم در این راستای آغاز-به-پایان بخش‌های همراستا با هم کار می‌کنند. برای نمونه، در هر لایه، سلول‌های عصبی (یاخته‌های پردازشی) به یکدیگر کاری ندارند و گهگاه این یاخته‌ها در لایه‌های پی‌درپی نیز کاری به هم ندارند. از این رو، بهتر است نام این ساختمان‌ها «در فارسی» برپایهٔ کارکرد آن‌ها که تکه‌های پردازشگر کنار هم است، ساخته شود. می‌توان این ساختارهای پردازشی را «تارهای پردازشگر»، «رشته‌های پرداشگر»، «تورهای پردازشگر» نامید. اگر بخواهیم خواننده یا شنونده از همان آغاز دریابد که این ساختمان‌ها از ساختارهای زیستی برداشت شده‌اند می‌توان از «دسته پردازشگرهای یاخته‌سان» بهره برد.
دارا بودن حداقل یک ورودی و حداقل یک خروجی از ویژگی‌های عمومی شبکه‌های عصبی مصنوعی معمول می‌باشد و داده‌های وابسته به زمان مانند موسیقی یا ویدیو و داده‌های مستقل از زمان مانند تعداد ضلع‌های چندضلعی‌ها می‌توانند به عنوان ورودی شبکه‌های عصبی مصنوعی به کار گرفته شوند
اتصالات نورون‌های زیستی به‌صورت وزنی مدل می‌شوند. وزن مثبت نشانگر یک ارتباط تحریکی است، در حالی که مقادیر منفی به معنی اتصالات بازدارنده می‌باشند. تمام ورودی‌ها با یک‌وزن تغییر یافته و جمع می‌شوند. عمل مذکور همان ترکیب خطی در ریاضیات است. سرانجام، یک تابع فعال‌سازی، دامنه خروجی را کنترل می‌کند. به عنوان مثال، محدوده قابل قبول خروجی معمولاً ممکن است بین ۰ تا ۱، یا بین ۱− و ۱ باشد.
این شبکه‌های مصنوعی ممکن است در مدل‌سازی پیش‌بینی کننده، کنترل تطبیقی و برنامه‌هایی مورد استفاده قرار گیرند که بتوان آنها را از طریق یک مجموعه داده‌ای مورد آموزش قرار داد. در شبکه‌ها، خودآموزی ناشی از تجربه می‌تواند به‌وجود آید، که آن را هم می‌توان از مجموعه اطلاعات پیچیده و به ظاهر غیر مرتبط به دست آورد.